# Trachyjulus proximatus
Trachyjulus proximatus är en mångfotingart som beskrevs av Filippo Silvestri 1923. Trachyjulus proximatus ingår i släktet Trachyjulus och familjen Cambalopsidae. Inga underarter finns listade i Catalogue of Life.